# Аклилу Хабте Вольде
Аклилу Хабте Вольде  (англ. Aklilu Habte-Wold; амх.; 12 марта 1912, провинция Шоа Эфиопская империя – 23 ноября 1974, Аддис-Абеба) – эфиопский политический и государственный деятель. Премьер-министр Эфиопии (17 апреля 1961 — 1 марта 1974). Носил титул  Цэхафе тыызаз (секретарь, хранитель печати).

## Биография
Родился в семье сельского православного священника. Он и его братья пользовались покровительством императора Хайле Селассие, который помог им получить образование. Акилу учился во французском лицее в Александрии, затем — Парижском университете во Франции.
Близкий соратник и доверенное лицо императора Хайле Селассие I, которому он, человек скромного происхождения, был всем обязан. 
После поражения Эфиопии во Второй итало-абиссинской войне (1936), находился во Франции со своим братом; после бегства главы эфиопской дипломатической миссии во Францию был назначен поверенным в делах. Жил в Париже, женился на француженке. После падения Парижа в июне 1940 года ему удалось бежать по поддельному паспорту и с помощью министра иностранных дел Португалии добраться до Каира. После возвращения на родину в 1941 году был назначен заместителем хранителя печати.
В 1943—1949 годах работал заместителем министра иностранных дел страны. Сыграл ключевую роль в сложном процессе, который привёл Эритрею к федерации с Эфиопией.
В 1949—1957 годах занимал пост министра иностранных дел Эфиопии. В 1957 году стал заместителем премьер-министра. В 1964 году получил дополнительный портфель, став министром внутренних дел Эфиопии.
В 1961—1974 годах — премьер-министр Эфиопии. 
Расстрелян по приказу революционного Временного военно-административного совета в числе 60 казнённых без суда сановников свергнутого режима.